# Roxanne (reggaegrupp)
Roxanne är ett svenskt reggaeband, grundat 1982, baserat i Norrköping.
De spelar en glad variant av reggae, ofta med covers av jamaicanska låtar. De har gett ut flera singlar mellan 1987 och 2003 och är fortfarande (våren 2017) aktiva.
En av gruppens mest populära låtar är Mystery Girl från 1993.
Sångaren Magnus "Mankan" Lager var med och grundade Roxanne, men lämnade gruppen i slutet av 2015. Under sin tid i gruppen skrev han många av gruppens egna låtar med engelska som språk.
Efterträdare på sång och som låtskrivare är Pierre Hallgren och första publika spelningen med nya sammansättningen av gruppen var på Borgen i Norrköping 9 april 2016. Gruppens nya låtar är på svenska.